# Theophil von Hompesch
Theophil von Hompesch, geboren als Théophile Antoine Guillaume de Hompesch, (Hückelhoven, 11 maart 1800 - Clichy, 31 maart 1853) was een Belgisch ondernemer en graaf afkomstig uit de Duitse adellijke familie Hompesch.

## Levensloop
Hij was de middelste van de vijf zonen van graaf Johann Baptist Ludwig von Hompesch auf Rurich (1759-1833) en Theresia Angelika von Arschot-Schoonhoven. De zoon van zijn oudere broer, graaf Hermann Philipp von Hompesch-Rurich, was de Pruisische politicus Alfred Polycarp von Hompesch. Op 8 januari 1828 huwde hij met barones Johanne (Jeannette) von Overschie-Wisbeck (geboren op 21 februari 1807).
Parallel met zijn ondernemingen tot het bouwen van het Nicaraguakanaal probeerde hij in 1842 als vicepresident van de Compagnie Belge de Colonisation samen met politicus Félix de Mérode een Belgische kolonie in Guatemala te beginnen, namelijk in Santo Tomás de Castilla. Dit project draaide uit op een fiasco. Hompesch verloor zijn fortuin, werd voor de Belgische rechtbanken veroordeeld en stierf uiteindelijk in een gevangenis.